# Piégut
Piégut ist eine französische Gemeinde mit 208 Einwohnern (Stand 1. Januar 2022) im Département Alpes-de-Haute-Provence in der Region Provence-Alpes-Côte d’Azur. Sie gehört zum Kanton Seyne im Arrondissement Forcalquier. Die Bewohner nennen sich Piégutais.

## Geographie
Der Dorfkern befindet sich auf 1036 m. Zu Piégut gehört der Weiler Neyrac. Die Bergspitze des Mont Sérieux ist auf 1560 m der höchste Punkt in der Gemeinde.
Piégut grenzt im Norden an Valserres und Remollon, im Osten an Rochebrune, im Süden an Gigors und im Westen an Venterol.

## Bevölkerungsentwicklung
| Jahr      | 1962 | 1968 | 1975 | 1982 | 1990 | 1999 | 2008 | 2012 |
| --------- | ---- | ---- | ---- | ---- | ---- | ---- | ---- | ---- |
| Einwohner | 72   | 65   | 66   | 72   | 86   | 123  | 138  | 149  |

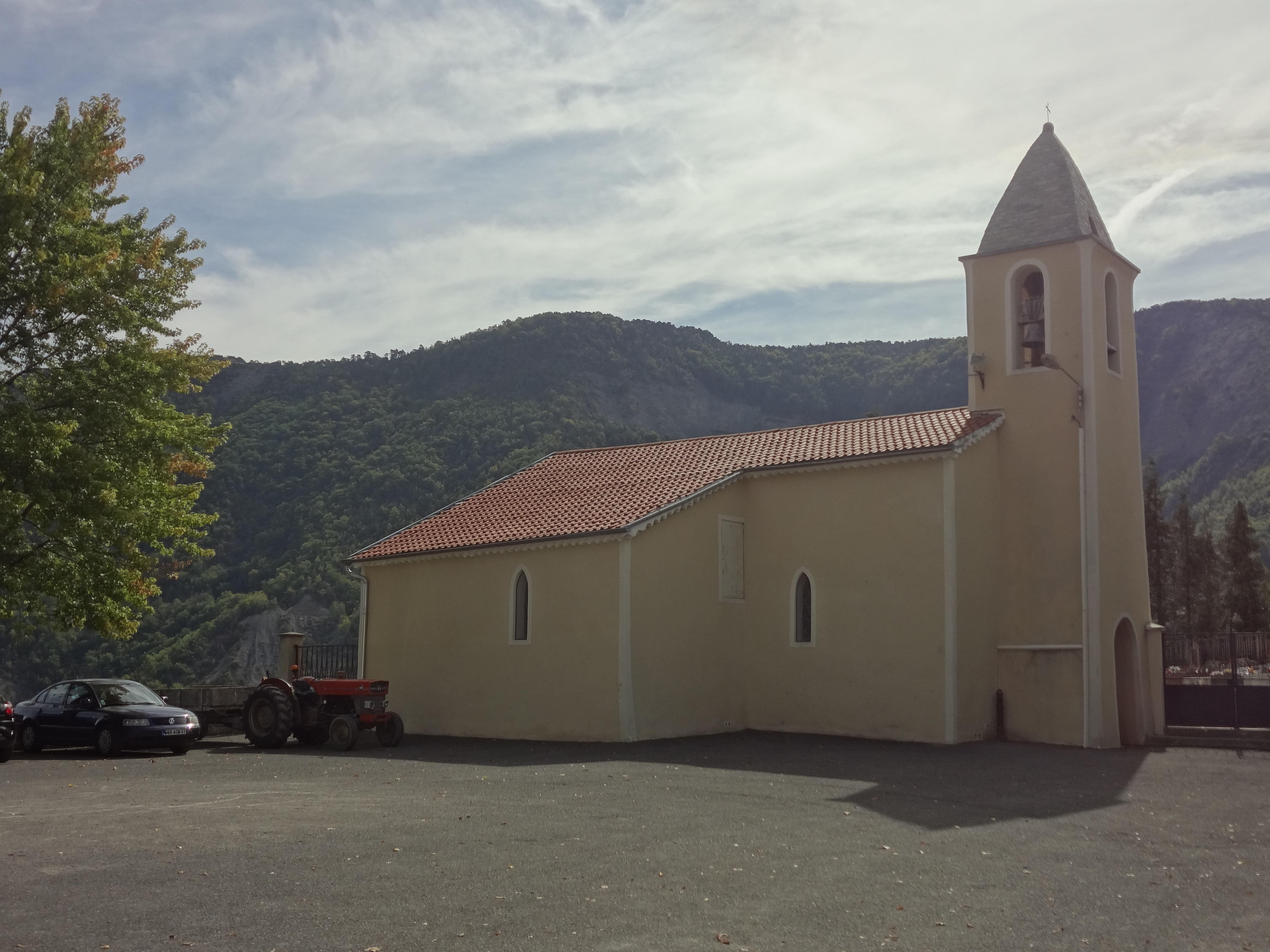
Nordseite der Kirche Saint-Colomban
Mairie